# خوان أورلاندو مرسيدس
خوان أورلاندو مرسيدس هو سياسي دومينيكاني، ولد في 16 يونيو 1957 في جمهورية الدومينيكان. حزبياً، نشط في Dominican Liberation Party ‏.